# As Told by Ginger
As Told by Ginger (Ginger en España y Hispanoamérica) es una serie animada producida por Nickelodeon y Klasky-Csupo, que fue estrenada el 25 de octubre de 2000 en Estados Unidos. Narra las aventuras de Ginger Foutley, una chica que se enfrenta a los retos de la vida y a la evolución que implica crecer.
La serie ha sido nominada al premio Emmy (Outstanding Animated Program - Less Than One Hour, programa animado sobresaliente de menos de una hora) por los tres capítulos Hola extraño (2000), Lago lunático (2001) y Y ella se fue (2002). La serie terminó el 14 de noviembre de 2006 por el canal NickToons, con un total de 3 temporadas y 60 episodios, incluyendo 4 especiales.

## Personajes principales
- Ginger Foutley: Es la protagonista de la serie, la historia es relatada bajo su punto de vista. Ella escribe sus vivencias del día a día en un diario de vida. Es tranquila y muy buena amiga. Tiene 12 años al inicio de la serie, y 14 al final. Ginger es una buena escritora, un talento que manifiesta desde la pre-secundaria, además es perceptiva e inteligente. Se avergüenza de cosas cotidianas como muchas chicas de su edad. Tiene también una excelente relación con su madre, y poca con su hermano. Al final de la serie también conocemos a su padre, con quien lleva una buena relación también. En el futuro, se vuelve a relacionar con Darren para terminar casada con él, y juntos tuvieron una hija. Tiene el cabello rojo y rizado.

- Carl Foutley: Hermano menor de Ginger. Él y su mejor amigo Hoodsey gustan de coleccionar objetos extraños, los cuales almacenan en su lugar secreto, la casa de un perro (donde vivió su antigua mascota). Es travieso y muy astuto, a pesar de su corta edad. Tiene 9 años al inicio de la serie, y 11 al final. Aunque Carl se comporta como un chico normal, en ciertos episodios toma decisiones y es capaz de sacrificar sus gustos por alguien más. Además, siempre que es necesario se toma en serio su papel de "hombre de la casa", hasta que su madre se casa con el Dr. Dave. Tiene un profundo resentimiento hacia su padre Jonas, ya que cree que los abandonó y le reclama por no estar ahí cuando lo necesitaban, por lo cual apoya la relación de su madre con el Dr. Dave, y se enoja con Ginger porque ella sí quiere a su padre.

- Macie Lightfoot: Amiga de Ginger. Habla en forma gangosa y solo respira por una fosa nasal. Es muy reservada. Sus padres son psicólogos y casi no pasan tiempo con ella, aun así ella los quiere y respeta. En un episodio, se siente atraída por Hoodsey. Es asmatica y siempre les da buenos consejos a sus amigas

- Deirdre Hortense "Dodie" Bishop: Amiga de Ginger. Normalmente es quien le da consejos, aunque estos no siempre sean muy productivos. Es fanática de la moda y su sueño es ser popular, también es algo chismosa y dramática. Dodie es un poco egoísta, lo cual manifiesta al final de la serie cuando Ginger empieza su relación con Darren y a la vez se acerca más a Courtney Gripling. Debido a su egoísmo y ocasional resentimiento hacia Ginger, es considerada una antagonista indirecta. En la secuencia final de la serie en el futuro, Dodie aparece casada con Chet Zipper, también alumno de la pre-secundaria Lucky con quien tuvo una hija que es igual a ella.

- Robert Joseph "Hoodsey" Bishop : Hermano menor de Dodie. Junto con Carl coleccionan cosas en su "base secreta". Es más precavido y temeroso e intenta aconsejar a Carl para que no haga cosas malas, pero generalmente Carl no lo escucha. Es apodado Hoodsey ya que siempre viste una sudadera con gorro morado (en inglés se le llama hood a ese tipo de sudadera). Aprecia mucho a Carl y confía en él. También aprecia a Ginger y a Lois y por lo que se ve en un episodio, se siente atraído por Macie.

- Courtney Gripling: La chica más rica y popular del instituto Lucky Jr. Es frívola y materialista. Está muy interesada en Ginger y quiere ser su amiga porque cree que ella es especial. Al principio de la serie Courtney es algo malvada, pero al paso del tiempo se descubre que es por la mala influencia de Miranda. Courtney deja a un lado a Miranda para relacionarse más con Ginger ya que percibe su felicidad y desea compartirla. Ginger y sus amigas prefieren estar cerca de Courtney ya que sin los malos consejos de Miranda, ella las trata bien y dada su actitud y condición de niña rica mimada, no siente miedo ni complejos en ningún ámbito social. Cuando llegan a la Secundaria, Ginger y sus amigas se vuelven más apegadas a Courtney, quien las defiende de las actitudes de las chicas mayores y abusivas, pues Courtney no les tiene miedo. Al finalizar la pre-secundaria, Courtney muestra ser más leal a Ginger y valorarla por encima de Miranda, ya que dos veces le advirtió cuando estaban tratando de perjudicarla. En el episodio final, se muestra como los Gripling pierden todo su dinero ya que el Sr. Gripling es acusado de fraude, provocando que toda su familia deba vivir en la austeridad, aunque a diferencia de los demás personajes no se sabe su destino después de esto. Solo se sabe que iba a vivir en la casa que era de Ginger.

- Darren Patterson: Mejor amigo y posteriormente novio de Ginger. En la primera temporada usa aparatos dentales, los cuales desaparecen en la segunda temporada. Rompe con Ginger en la tercera temporada, debido a que sentía que no compartían los intereses del otro y además porque se enamoró de una animadora llamada Simone. Darren junto con Courtney son los dos personajes que más cambian a lo largo de la serie. Darren es un chico común que pasa tiempo con Ginger y sus amigas, cuando le retiran los aparatos dentales de pronto se vuelve apuesto y las chicas buscan una relación con él, pero decide que siempre ha deseado estar con Ginger. Se entera de esto cuando Ginger decide irse un semestre completo a estudiar lejos de casa, Darren la extrañó tanto que fue a buscarla. Con el paso del tiempo su físico cambia y se convierte en un deportista popular igual que su hermano Will, por lo cual su actitud también cambia bastante haciéndolo más egocéntrico y tonto. Al final de la serie, en el futuro, se vuelve a relacionar con Ginger para terminar casado con ella.

- Miranda Killgallen: Mejor amiga de Courtney y la antagonista principal de la serie. Odia a Ginger y siempre busca la manera de hacerle la vida imposible, ya que ella podría quitarle el puesto de ser la mejor amiga de Courtney. Es ruin, mezquina, malvada y cruel, aparte de presumida y egocéntrica. Al principio influencia a Courtney para que sea malvada también, pero ella se da cuenta de esto y prefiere buscar la amistad de Ginger. Además, Miranda tuvo una relación con Darren, otra razón por la que detesta a Ginger. Cuando Courtney se entera de los planes de Miranda para afectar a Ginger, la descubre y la pone en evidencia ya que al final aprecia más a Ginger que a Miranda.

- Blake Sofia Gripling: Hermano menor de Courtney. Es rico, inmaduro y miedoso. Tiene 7 años y se puede decir que este es el rival de Carl Foutley ya que siempre intenta arruinar sus planes, pero en el fondo solo quiere ser integrado en su club junto a él y a Hoodsey, aunque Carl aprovecha cualquier oportunidad para humillar a Blake.

## Personajes secundarios
- Lois Foutley: La madre de Ginger y Carl, quien trabaja como enfermera en el hospital de la ciudad. Es estricta con sus hijos, pero es porque quiere lo mejor para ellos. Lois es inteligente y sensible, conoce bien a sus hijos; aunque trabaja mucho hace todo lo posible por ayudarlos y aconsejarlos.

- Jonas Foutley: El padre de Ginger y Carl, se divorció de Lois y dejó a la familia poco después de que naciera Carl. Aparece ocasionalmente para aconsejar a Ginger, pero Carl le tiene resentimiento por dejar a la familia y apoya abiertamente la relación de su madre con el Dr. Dave que termina en matrimonio. Le gustan los perros. Jonas es un tipo sensato y algo tímido. Sabe que Carl le tiene resentimiento pero no se molesta con él, solo trata de explicarle que prefirió alejarse de Lois para evitar problemas.

- Dr. Dave: Un doctor del hospital de la ciudad, que inicia una relación con Lois en la tercera temporada y terminan casándose, por lo que Dave pasa a ser el padrastro de Ginger y Carl. Les regala una casa a los Foutley y se van a vivir en ella.

- Ian Richton: El chico de quién Ginger estuvo enamorada en la primera temporada, es la estrella del equipo de fútbol. Miranda también muestra interés en él y por eso (y por otras cosas) odia a Ginger. Sin embargo, Ian nunca correspondió los sentimientos de Ginger, usándola en un episodio para poder tener calificaciones altas en la clase de química (dónde Ginger era su compañera de equipo) y poder mantenerse en el equipo de fútbol. El personaje deja de aparecer en la segunda temporada, y Ginger se olvida de él cuando se vuelve novia de Darren. La razón por la que Ian dejó de aparecer es que su actor de voz, Adam Wylie, abandonó el reparto de la serie para dedicarse al teatro.

- Melissa "Mipsy" Mipson: Mipsy es la tercera chica más popular de la escuela, después de Courtney y Miranda. Viene de una familia rica, al igual que Courtney, pero se lleva mejor con Miranda, con quien comparte su desagrado por Ginger (a diferencia de Courtney, quien es más amistosa con ella). Mipsy y Miranda se ven a menudo maquinando planes para hacerle la vida imposible a Ginger. Juntas, intentaron separar a Darren de Ginger (convenciendo además a Dodie y Macie de ayudarlas) e intentaron hacer que Ginger fuera transferida a otra escuela.

- Brandon Higsby: Es feliz y optimista, piensa que es famoso y querido en su escuela. Compañero de clases de Carl y Hoodsey, es un chico alegre, despistado y algo afeminado que le causa molestias a los mismos. Tiene un hermano mayor llamado Stuart y un mono de mascota, el señor Licorice.

- Noelle Sussman: Compañera de clases de Carl y Hoodsey, quién tiene la habilidad de telepatía. Carl muestra interés romántico en ella, pero nunca tienen una relación formal. Su voz en inglés es interpretada por Emily Kapnek, la creadora de la serie. Noelle es el personaje más excéntrico de la serie, habla de controlar su energía, es experta en gimnasia y aparentemente en artes marciales también. Como curiosidad, Noelle es la única que aparentemente tiene una habilidad especial en la serie, pero nunca la utiliza a ojos de los adultos, solamente Carl y Hoodsey saben que es telépata. Nació en Portugal.

- Profesora Elaine Gordon: La profesora de Carl y en su momento de Ginger en la Primaria, quién fallece en la segunda temporada, debido a que su actriz de doblaje, Kathleen Freeman, también falleció. Originalmente ella sólo se retiraba de la escuela debido a las constantes molestias de Carl y Hoodsey, quienes luego logran convencerla de que se quede en la escuela, pero debido a la muerte de Kathleen Freeman se decidió modificar el guion para que el personaje también muriera. Su reemplazo en la primaria fue el Sr. Hepper quien era el profesor de música. Muere en el capítulo Esperanza Contra Courtney.
- Orion: Es un chico que en el capítulo Detención se enamoró de Ginger. Fue el tercer novio de Ginger en la serie, Ginger y Orion crearon una banda y entraron a un concurso.
- Joann Bishop: Es la madre de Dodie y Hoodsey. Ella es una mujer muy irritable. Parece ser una mujer muy crítica y obsesiva y desaprueba la relación de amistad entre Hoodsey y Carl Foutley, por lo que lleva una especie de relación amor-odio con los Foutley. Se ve que tolera apenas a Lois Foutley, así como Lois a ella. Sin embargo, no tiene ningún problema con la amistad entre Dodie y Ginger.

## Acerca del Show
El programa se centra en la vida de Ginger Foutley como estudiante de secundaria. Ella, junto a sus amigos Darren Patterson, Dodie Bishop y Macie Lightfoot, tratan de salir de la posición de los geeks de la escuela, lo que eventualmente los mete una y otra vez en líos. Pero Ginger tiene la suerte de que la chica más popular de la escuela, Courtney Gripling, está muy interesada en ella y muchas veces la incluye en sus planes sociales para que ella y Ginger sean amigas. Sin embargo, Miranda Killgallen, mejor amiga de Courtney, busca no ser desplazada de su lugar de "mejor amiga" dejando mal a Ginger cada vez que puede, ya que ser amiga de Courtney otorga respeto y popularidad.
En casa, Ginger registra sus aventuras en su diario. Su hermano menor Carl aparece a menudo con Robert Joseph ("Hoodsey") Bishop en su "base secreta", algo así como una casa club. Su madre, Lois, es enfermera y siempre está abierta a escuchar todos los problemas de Ginger y aconsejarle. La serie tiene lugar en una ciudad ficticia, situada en Connecticut. Es bastante inusual que la serie, siendo de dibujos animados, fuese situada en una zona específica del país. Un ejemplo de Ginger es Griffin M., que vive en Connecticut.

### Episodio Piloto
Este episodio de "As told by Ginger" se hizo en 1998, sin salir al aire. Se distribuyó en los DVD de la serie. En este, hay notables diferencias en el diseño de los personajes:
- Ginger tiene una apariencia muy similar a Loise, y es menos agraciada.
- Doddie tiene colitas muy similares a la niña del logo de la cadena de restaurantes Wendy's.
- Courtney tiene cabello largo ondulado, con flequillo, y sus ojos son pequeños como los de Doddie.
- Darren tiene cabello lacio y una apariencia más latina.
- El cambio más drástico del piloto a la serie lo sufrió Miranda, quien originalmente iba a ser blanca de cabello castaño con flequillo, y un rostro más angular.
- Blake tiene el cabello largo, y una actitud peor que la de Carl.
- Loise, Carl, Hoodsie, Macie e Ian, quedaron con su apariencia original.

## Dedicatorias
Los únicos actores fallecidos del reparto fueron Kathleen Freeman y Lewis Arquette. Kathleen Freeman , quien fue la voz de la Profesora Gordon, lamentablemente falleció el 23 de agosto de 2001, días antes de que se adaptara el guion de la serie. Cuando Klasky Csupo y Nickelodeon se enteraron de su fallecimiento decidieron cambiar el guion decidiendo que su personaje (Profesora Gordon) muriera por la muerte de Freeman, en el capítulo Esperanza Vs Courtney al final del episodio cuando el capítulo termina con Carl llorando por la muerte de la Profesora Gordon se apaga la pantalla diciendo In Memory Of Kathleen Freeman (“En memoria de Kathleen Freeman”, traducción literal al español) en Latinoamérica lo tradujeron como En memoria a Kathleen Freeman.
Lewis Arquette quien interpretó al profesor de ciencias de Ginger murió lamentablemente antes de que Nickelodeon y Klasky Csupo terminaran el capítulo Piece of my heart, cuando Nickelodeon y Klasky Csupo se enteraron de la muerte del actor modificaron el capítulo para que el personaje también muriera en el episodio Piece of my heart al finalizar el episodio la pantalla se pone en negro y dice In Memory Of Lewis Arquette.

## Reparto
| Personaje                      | Actor de voz original                                                                                         | Actor de doblaje            | Actor de doblaje (España) | Temporada      |
| ------------------------------ | --- | --------------------------- | ------------------------- | -------------- |
| Ginger Foutley                 | Melissa Disney                                                                                                | Yensi Rivero                | Pilar Coronado            | 1-3            |
| Carl Foutley                   | Jeannie Elias                                                                                                 | Rocío Mallo                 | Javier Balas              | 1              |
| Carl Foutley                   | Jeannie Elias                                                                                                 | Maythe Guedes               | Montse Herranz            | 2-3            |
| Dodie Bishop                   | Aspen Miller                                                                                                  | Mónica Madrid               | -                         | 1-3            |
| Dodie Bishop                   | Aspen Miller                                                                                                  | Rebeca Aponte (voz cantada) | -                         | 1 (ep. 13)     |
| Macie Lightfoot                | Jackie Harris                                                                                                 | Maythe Guedes               | Mar Plana                 | 1-3            |
| Lois Foutley                   | Laraine Newman                                                                                                | Isabel Vara                 | Miriam De Maeztu          | 1-3            |
| Darren Patterson               | Kenny Blank                                                                                                   | Kaihiamal Martínez          | Pablo Tribaldos           | 1-3            |
| Robert Joseph "Hoodsey" Bishop | Tress MacNeille                                                                                               | Livia Méndez                | Álex Saudinós             | 1-3            |
| Courtney Gripling              | Liz Georges (enlace roto disponible en Internet Archive; véase el historial, la primera versión y la última). | María Teresa Hernández      | Amalia Canterero          | 1-3            |
| Miranda Kidgallen              | Cree Summer                                                                                                   | Astrid Fernández            | Ana Jiménez               | 1-3            |
| Miranda Kidgallen              | Cree Summer                                                                                                   | Soraya Camero               | Ana Jiménez               | 3 (eps. 55-60) |
| Blake Gripling                 | Kath Soucie                                                                                                   | Elena Díaz Toledo           | Ricardo Escobar           | 1-3            |
| Joann Bishop                   | Susan Krebs                                                                                                   | Elena Díaz Toledo           | -                         | 1-2            |
| Brandon Higsby                 | Grey DeLisle                                                                                                  | Rocío Mallo                 | Jesús Pinillos            | 1              |
| Brandon Higsby                 | Grey DeLisle                                                                                                  | Anabella Silva              | Marta Sainz               | 1-3            |
| Chet Zipper                    | Hope Levy | Gonzalo Fumero              | -                         | 1-3            |
| Srta. Gordon                   | Kathleen Freeman                                                                                              | Ivette García               | -                         | 1-2            |
| Entrenadora Powell             | Mindy Sterling                                                                                                | Ivette García               | ¿?                        | 2              |
| Jonas Foutley                  | Tom Virtue | Antonio Delli               | -                         | 1              |
| Jonas Foutley                  | Tom Virtue | Luis Carreño                | -                         | 2-3            |
| Noelle Sussman                 | Emily Kapnek                                                                                                  | Mercedes Prato              | -                         | 1              |
| Orion                          | Justin Cowden                                                                                                 | Ezequiel Serrano            | -                         | 3              |
| Ian Richton                    | Adam Wylie | Carlos Arraiz               | -                         | 1              |
| Terrance                       | ¿? | Luis Lugo                   | -                         | 1-3            |
| Sasha                          | J. Evan Bonifant                                                                                              | Jhonny Torres               | -                         | 1-3            |
| Will Patterson                 | ¿? | Carmelo Fernández           | -                         | 1-3            |
| Sra. Dave                      | Patti Deutsch                                                                                                 | Rebeca Aponte               |                           | 3              |
| Melissa "Mipsy" Mipson         | Sandy Fox | Jhaidy Barboza              | Susana Campo              | 1-3            |
| Dr. David Dave                 | David Jeremiah                                                                                                | Jesús Rondón                | -                         | 1-3            |
| Buzz Harris                    | Tom Kenny | Juan Guzmán                 | -                         | 2-3            |
| Estudio de Doblaje             | Salami Studios                                                                                                | M&M Studios                 | Cinearte                  | 1-3            |
| Dirección de Doblaje           | Eryk Casemiro                                                                                                 | Rubén Capella               | Ramiro De Maetzu          | 1-3            |
| Dirección de Doblaje           | Keythe Farley                                                                                                 | Rubén Capella               | Ramiro De Maetzu          | 1-3            |
| Traductor                      | N/T | Marycruz Huerta             | Ramiro De Maetzu          | 1-3            |

### Voces adicionales
- Alí Rondón
- Edylu Martínez - Niño en el baño (ep. 1)/ Euphrasia Weinstein (ep. 25)
- Citlali Godoy
- Rebeca Aponte
- Jhaidy Barboza
- Melanie Henríquez
- Valeria Castillo
- Mercedes Prato
- Ezequiel Serrano
- Anabel Peña
- Luis Carreño
- Frank Carreño
- Jesús Rondón
- Luis Miguel Pérez
- Claudia Nieto
- Jhonny Torres
- Maritza Rojas
- Antonio Delli
- Orlando Noguera - Sr. Killgallen (ep. 1)
- Ivette Harting